# Ľudovít Labaj
Ľudovít Labaj, též Ludevít Labaj nebo Ľudovít Labay (11. dubna 1886 Ružomberok – 12. dubna 1937 Ružomberok), byl československý politik, meziválečný ministr, poslanec a senátor Národního shromáždění za Hlinkovu slovenskou ľudovou stranu.

## Biografie
Už počátkem 20. let patřil mezi významné představitele Hlinkovy strany, tehdy ještě formálně nazývané Slovenská ľudová strana (SĽS). V roce 1921 publikoval v listu Slovák návrh autonomie Slovenska. Tento návrh pak roku 1922 prezentoval v poslanecké sněmovně. Předpokládal svrchovanost slovenského národa, který dobrovolně deleguje některé taxativně vymezené pravomoci na česko-slovenské společné orgány. Počítal se slovenským zákonodárným a vládním orgánem. Předpokládal i samostatné celní území Slovenska. Díky právnímu vzdělání byl jeho návrh formálně propracovanější než podobné návrhy autonomie, se kterými v téže době přišli jeho straničtí kolegové Ferdinand Juriga a Vojtech Tuka. 25. ledna 1922 byl proto právě Labajův návrh prezentován jako společná pozice SĽS. Většina pročeskoslovenských stran ho ale odmítla a nedostal se vůbec k projednání v plénu sněmovny.
V parlamentních volbách v roce 1920 získal poslanecké křeslo v Národním shromáždění, tehdy ještě za společnou kandidátní listinu Československé strany lidové a slovenských ľudáků, kteří ovšem v listopadu 1921 ze společného klubu odešli a vystupovali pak jako zcela samostatná formace. Mandát za SĽS obhájil v parlamentních volbách v roce 1925 i parlamentních volbách v roce 1929.
Podle údajů k roku 1929 byl profesí ministrem, bytem v Ružomberku. Zastával i vládní posty. V první vládě Františka Udržala byl v roce 1929 Ministrem pro sjednocení zákonů a organisaci správy Československa. Šlo o výraz politického posunu, kdy se Hlinkova strana dočasně stala součástí vládního tábora.
Později zasedal v horní komoře parlamentu. V parlamentních volbách v roce 1935 získal senátorské křeslo v Národním shromáždění za Hlinkovu slovenskou ľudovou stranu, respektive za širší alianci Autonomistický blok. V senátu setrval do své smrti roku 1937. Pak ho nahradil Ján Juriga.
V roce 1933, když už Hlinkova strana byla opět v opozici, se podílel na organizování demonstrace autonomistů v průběhu Pribinovských oslav v Nitře, na kterých dav skandoval hesla o autonomii.